# Mieczysław Nurek
Mieczysław Nurek (ur. 21 marca 1945 w Bydgoszczy) – polski historyk, profesor nauk humanistycznych.

## Życiorys
Urodził się w rodzinie Franciszka (1901–2002), porucznika rezerwy Wojska Polskiego, i Moniki z domu Młyńskiej (1908–2008). Młodszy brat Marii. Jesienią 1945 wraz z rodziną zamieszkał w Gdańsku-Oliwie. W 1963 ukończył V Liceum Ogólnokształcące, w 1968 studia historyczne w Wyższej Szkole Pedagogicznej w Gdańsku. Po studiach pracował na macierzystej uczelni jako pracownik naukowo-dydaktyczny, a od 1970 na nowo utworzonym Uniwersytecie Gdańskim. Na UG doktoryzował się w 1977, od 1988 doktor habilitowany, od 1989 na stanowisku docenta, w latach 1992–1997 profesor nadzwyczajny UG, od 2010 profesor tytularny, od 1 maja 2011 profesor zwyczajny.
W latach 1996–1999 był zastępcą dyrektora ds. naukowych IH UG, w latach 1996–2015 kierował Zakładem Historii Najnowszej Powszechnej IH UG. Od 1 września 2015 na emeryturze.
Specjalizuje się w historii powszechnej XX wieku i polityce zagranicznej Wielkiej Brytanii. 

## Ważniejsze publikacje
- Polska w polityce Wielkiej Brytanii w latach 1936–1941 (1983)
- Polityka Wielkiej Brytanii w rejonie Morza Bałtyckiego w latach 1935–1939 (1988)
- Gorycz zwycięstwa. Los polskich sił zbrojnych na Zachodzie po II wojnie światowej 1945–1949 (2009)

## Odznaczenia
- Złoty Krzyż Zasługi (1990)
- Medal Komisji Edukacji Narodowej (2002)
- Brązowy Medal Uniwersytetu Gdańskiego Doctrinae Sapientae Honestati (2015)[2]

Źródło:.

## Nagrody i wyróżnienia
- Nagroda im. Jana Długosza za książkę Gorycz zwycięstwa. Los polskich sił zbrojnych na Zachodzie po II wojnie światowej 1945–1949 (2010)[3]
- Nagroda 3. edycji konkursu „Książka Historyczna Roku” im. Oskara Haleckiego w kategorii „Najlepsza książka naukowa opisująca losy Polski i Polaków w XX wieku” za książkę Gorycz zwycięstwa. Los Polskich Sił Zbrojnych na Zachodzie po II wojnie światowej 1945–1949 (2010)[4]
- nominacja do Nagrody Historycznej „Polityki” (2010)
- nominacja do Nagrody Historycznej im. Kazimierza Moczarskiego (2010)
- Nagroda Naukowa Miasta Gdańska im. Jana Heweliusza w kategorii nauk humanistycznych i społecznych (2014)[5]
- wyróżnienie w Konkursie o Nagrodę im. Janusza Kurtyki (2017)